# Ремон, Сарко
1. перенаправление Сарко дель Валье-и-Уэт, Антонио Ремон